# غوستاف فون ستروينسي
غوستاف فون ستروينسي (بالألمانية: Gustav von Struensee)‏ (و. 1803 – 1875 م) هو مؤلف، وكاتب ألماني، ولد في غريفيتسه، توفي في فروتسواف، عن عمر يناهز 72 عاماً.

## التعليم
تعلم في جامعة بون.